# K queue croisée barré
Cette page contient des caractères spéciaux ou non latins. S’ils s’affichent mal (▯, ?, etc.), consultez la page d’aide Unicode.
Le k queue croisée barré, est une lettre additionnelle de l’alphabet latin dans le système de transcription phonétique Norvegia utilisé en linguistique norvégienne. Elle a la forme d’un k barré avec une queue croisée, c’est-à-dire hampe descendante bouclée.

## Utilisation
Le k queue croisée barré représente une consonne affriquée palatale sourde, transcrite [cç] ou [c͡ç] avec l’alphabet phonétique international et est utilisé par Johan Storm (en) dans la transcription phonétique Norvegia.

## Représentations informatiques
Le k queue croisée barré n’est pas inclus dans un codage informatique standard.